# Iubire (film din 1971)

DVD cu scenă din film cu Lili Darvas și Mari Törőcsik

Iubire (în maghiară Szerelem) este un film maghiar regizat de Károly Makk în 1971. Filmul este o adaptare a două nuvele scrise de Tibor Déry: Iubire (Szerelem, 1956) și Două femei (Két asszony, 1962), și a câștigat premiul juriului la Festivalul de Film de la Cannes.

## Rezumat
Filmul redă relația dintre o noră (Luca) și soacra ei în timp ce soțul tinerei, respectiv fiul soacrei, Janos, fusese arestat de poliția secretă și era încarcerat. Luca voia să o cruțe pe soacra ei de griji pentru fiul său, astfel că îi povestea acesteia că Janos emigrase în America. Totodată, tânăra compunea scrisori pe care i le prezenta soacrei cum că ar fi fost scrise de către Janos.
În final, Janos este eliberat, însă puțin prea târziu pentru a-și vedea mama în viață.

## Distribuție
- Lili Darvas – Bătrâna (soacra)
- Mari Törőcsik – Luca (nora)
- Iván Darvas – János (soțul)
- Erzsi Orsolya – Irén
- László Mensáros – Medicul
- Tibor Bitskey – Feri
- András Ambrus – Temnicerul
- József Almási – Profesorul
- Zoltán Bán – Frizerul
- Éva Bányai – Funcționarul
- Alíz Halda – Profesor
- Magda Horváth – Kissné

## Premii
Filmul a obținut Premiul Juriului la Festivalul de Film de la Cannes în anul 1971.